# Mendoncia coriacea
Mendoncia coriacea är en akantusväxtart som beskrevs av D.C. Wasshausen. Mendoncia coriacea ingår i släktet Mendoncia och familjen akantusväxter. Inga underarter finns listade i Catalogue of Life.